# Termelői értékesítő szervezet
A termelői értékesítő szervezet (TÉSZ) műfaját az Európai Unió 1996-ban alkotta meg producer organisation néven. Jelentősen különbözik a Magyarországon régóta ismert téesztől. Lényege, hogy a zöldség – gyümölcs ágazatból élő termelők közösen összefogva nonprofit szervezetet alkotva csökkentsenek néhány rájuk nehezedő költségen, illetve növeljék versenyképességüket azáltal, hogy az egyénileg megtermelt árut közösen értékesítik.
A termelők egy közös központba szállítják termékeiket, ott válogatás és csomagolás után nagy és egységes mennyiségben és minőségben a megrendelők felé továbbítják. Ezáltal csökkenthető az agrárolló által a termelőknek okozott kár illetve a vertikális integráció révén nagyobb jövedelem realizálható.
Jelenleg Magyarországon több TÉSZ is létezik. Legjelentősebbek:
- Mórakert (Mórahalom),
- DélKerTész (Szentes),
- Kiskunsági TÉSZ (Kiskunfélegyháza),
- KistérTész (Kistelek),
- Fresh Fruit TÉSZ (Kecel),
- Alföld Régió Szövetkezet (Kecskemét)
- Cropfood TÉSZ (Vasad).

## Külső hivatkozások
Kiskunsági TÉSZ